# Convenience store

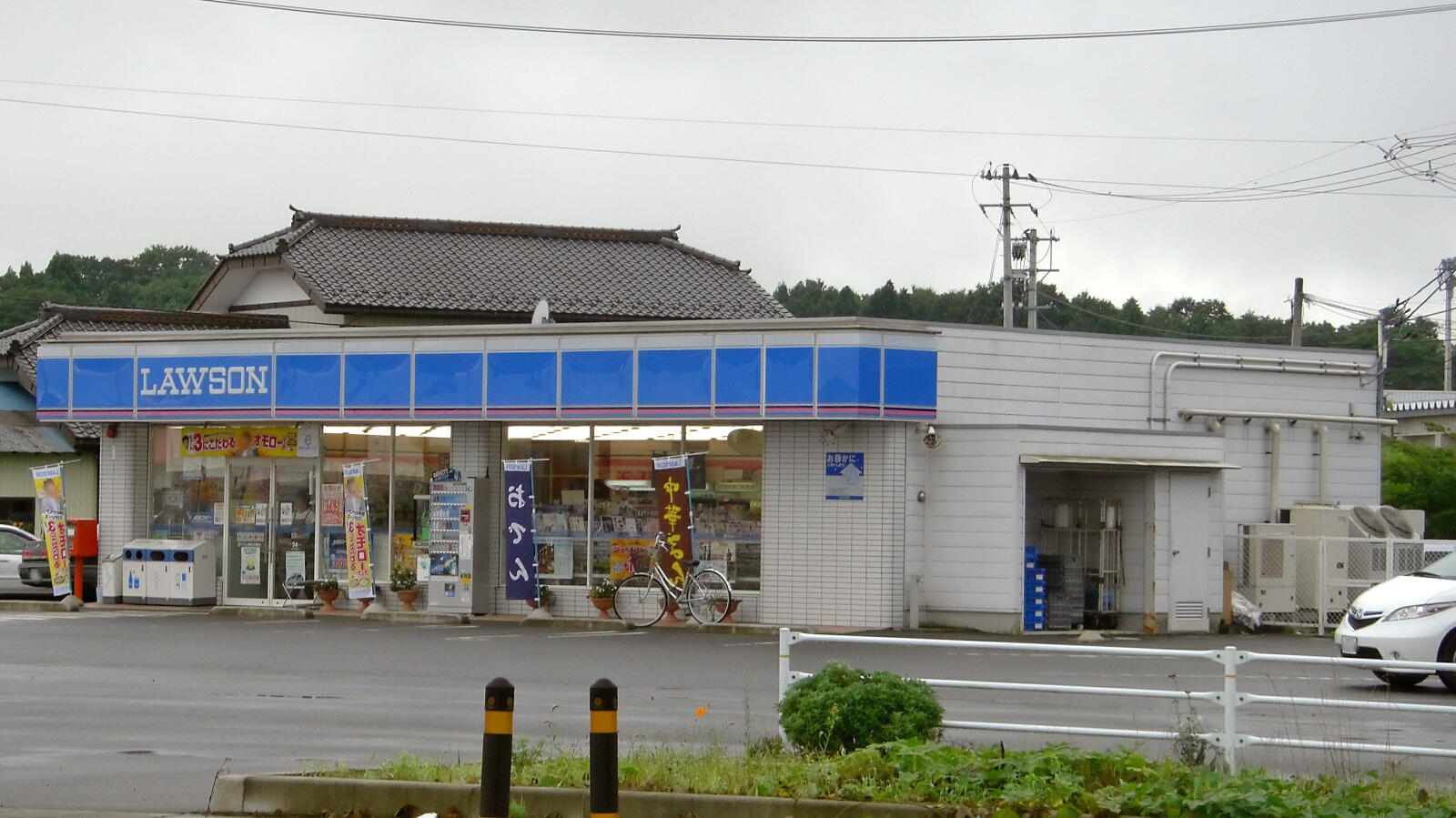
Un convenience store Lawson a Minamisōma, in Giappone

Un convenience store (termine inglese che significa "negozio di comodità"), conosciuto anche come konbini (コンビニ?) dall'abbreviazione in lingua giapponese della traslitterazione dall'inglese konbiniensu sutoa (コンビニエンスストア?), è un pubblico esercizio di dimensioni medio-piccole in cui viene effettuata la vendita al dettaglio di una larga gamma di prodotti. In molti dei paesi in cui questo tipo di negozio di vicinato si è diffuso, i punti vendita sono molto frequenti, rimangono aperti tutto l'anno compresi i giorni festivi e spesso offrono un servizio ad orario continuato 24 ore al giorno. I prodotti principali sono quelli alimentari e le sigarette, ma si possono trovare anche generi di abbigliamento, ricariche telefoniche, quotidiani, libri, giocattoli, CD audio e video, cosmetici ecc.
Spesso il convenience store è associato ad un'area di servizio per il rifornimento di carburante, ma la maggior parte sono negozi indipendenti. In alcuni è possibile anche compiere operazioni bancarie, come ad esempio alcuni tipi di bonifici o ritirare contanti da uno sportello automatico. Alcuni sono dotati di servizi igienici per la clientela.

## Differenze con altri esercizi commerciali
Si differenzia da un supermercato per le minori dimensioni, per la maggiore diffusione sul territorio, per gli orari di apertura più prolungati, per una gamma di prodotti più limitata e per i prezzi più alti. Rispetto ad un normale negozio di alimentari, offre meno prodotti alimentari, una vasta gamma di altri prodotti, bevande calde e cibi precotti che spesso possono essere scaldati sul posto con il forno a microonde. Rispetto ai bar offrono un servizio di qualità inferiore, prezzi più bassi e una varietà maggiore di cibi precotti.
Di seguito alcune delle maggiori comodità offerte da un convenience store:
- Capillare diffusione sul territorio
- Orario di apertura continuato, quando non sono aperti 24 ore su 24, aprono presto e chiudono tardi
- In un convenience store si evitano le lunghe file alle casse dei supermercati
- Prezzi di bevande o alimenti più bassi rispetto ai bar
- Svariate tipologie di prodotto
- Bevande calde e cibi precotti, che in molti convenience store vengono scaldati al microonde

## Diffusione
La catena di convenience store 7-Eleven, una delle più diffuse al mondo, e le sue consociate, hanno oltre 39 000 punti vendita in Australia, Canada, Cina, Corea del Sud, Danimarca, Giappone, Indonesia, Malaysia, Messico, Norvegia, Filippine, Singapore, Stati Uniti, Svezia, Taiwan e Thailandia.
Il colosso britannico Tesco della grande distribuzione organizzata ha tra le sue branche anche quella del convenience store, che prende il nome Tesco Express. Oltre che nel Regno Unito, assieme alle sue consociate opera in Cina, Corea del Sud, Giappone, India, Malesia, Repubblica Ceca, Ungheria, Irlanda, Polonia, Slovacchia, Thailandia, Turchia e Stati Uniti.
Il grande gruppo francese Carrefour e le sue consociate da diversi anni hanno tra i loro esercizi commerciali i convenience store, chiamati anch'essi Express come quelli della Tesco o anche City, Contact e Montagne, a seconda della posizione e delle dimensioni. Se ne possono trovare in Francia, Italia, Polonia, Argentina, Colombia, Spagna, Belgio, Grecia e Romania. I Carrefour Express, che sono quelli che si avvicinano di più al concetto classico di convenience store, sono aperti dal lunedì al sabato dalle 8 alle 21.
Il gruppo giapponese FamilyMart è proprietario di una grande catena di convenience store presente in Asia. Nell'agosto 2020 disponeva di 16.634 punti vendita in Giappone, dove risultava essere il secondo più diffuso nel paese dopo 7-Eleven, e di altri 8.141 punti vendita in Cina, Taiwan, Filippine, Thailandia, Vietnam, Indonesia e Malaysia. 
Oltre alle grandi catene che fanno parte di aziende di livello internazionale, ve ne sono di medie a livello nazionale e di piccole e livello locale. Vi sono infine negozi indipendenti, molti dei quali sono a conduzione familiare.

### Canada

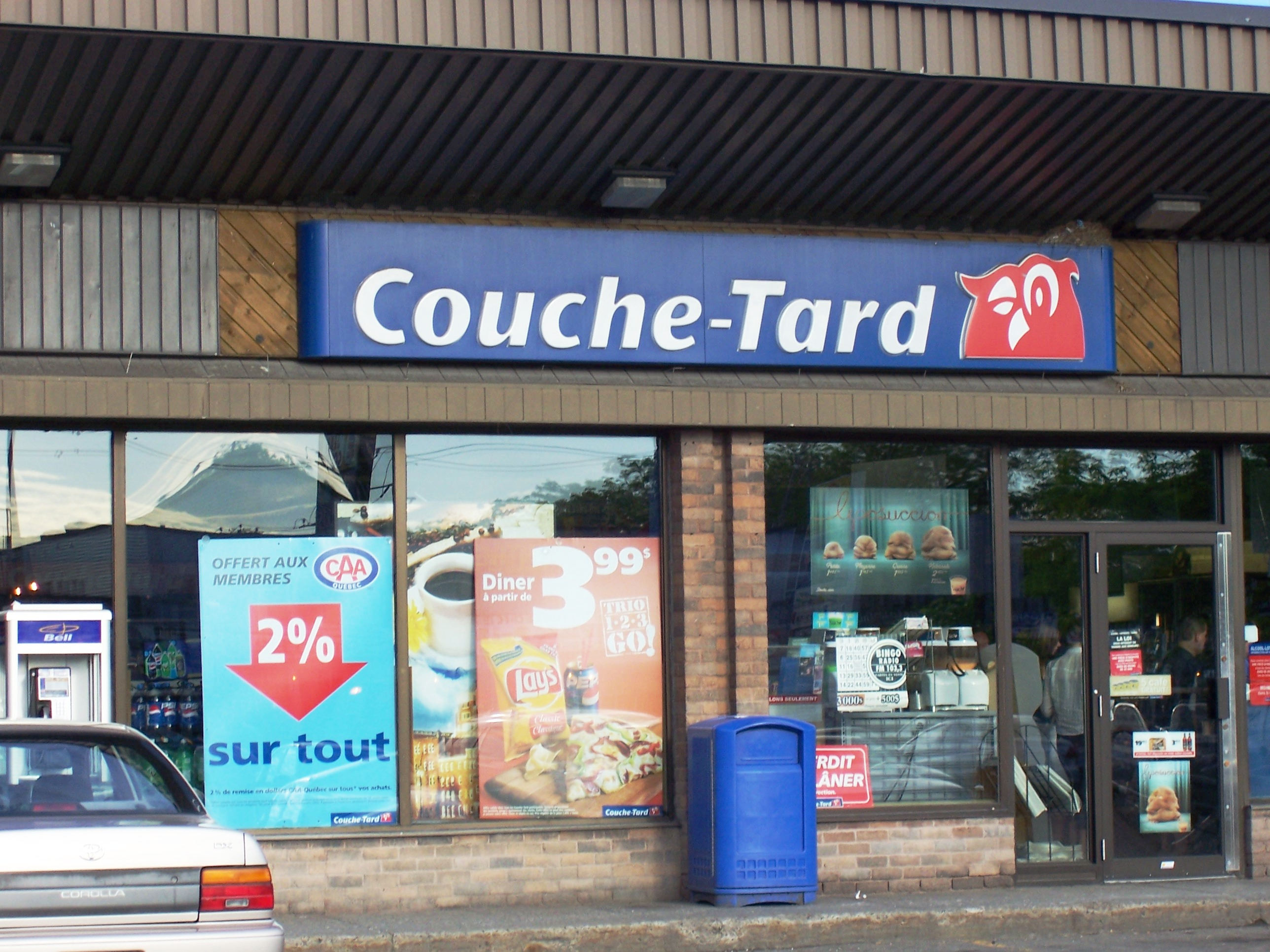
Un convenience store Couche-Tard di Montréal, Québec

Tra le catene di convenience store in Canada vi sono i Couche-Tard, i Provi-Soir, i Dépanneur 7, i Mac's Convenience Stores e i Beckers Milk, che fanno tutti parte del gruppo Alimentation Couche-Tard. Molto diffusi sono anche i Quickie Mart, i 7-Eleven (la catena più diffusa al mondo) e gli Hasty Market.
In alcune regioni del paese vengono chiamati anche "corner store" (negozio all'angolo), "mini-mart" (minimarket) o "variety store". Nella regione francofona del Québec sono chiamati "dépanneur" (letteralmente: che ti toglie d'impaccio).

### Giappone

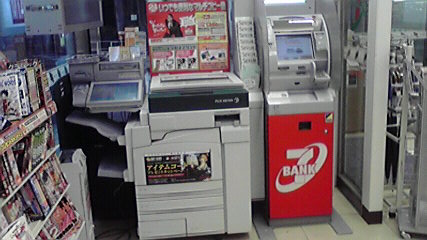
Un 7-Eleven di Osaka, a sinistra una macchina per pagamenti telematici, al centro un terminale telefax/fotocopiatrice, a destra un bancomat

In Giappone i convenience store (コンビニエンスストア? chiamati konbiniensu sutoa o, abbreviato, konbini) si sono diffusi copiosamente. Nel 1991, l'azienda giapponese Seven & I Holdings Co., consociata di 7-Eleven, ha acquistato dagli americani la casa madre. Lo stile dei convenience store giapponesi ha fortemente influenzato quelli presenti a Taiwan, in Thailandia, in Corea del Sud ed in Cina; in tali paesi i servizi sono comunque minori di quelli offerti in Giappone.
A tutto il luglio del 2009, c'erano nel paese 42.345 convenience store, tra i quali i più diffusi erano i 7-Eleven (12.647), i Lawson (9.562) ed i FamilyMart (7.604). Altre importanti catene sono quelle dei Daily Yamazaki, dei Ministop e degli Am/pm (questi ultimi fanno parte del gruppo Family Mart).
I giapponesi hanno ampiamente sviluppato la tecnologia all'interno dei convenience store e tra i servizi più esclusivi offerti vi sono diverse macchine self-service che permettono di fare fotocopie, inviare telefax e bonifici, acquistare biglietti per concerti, eventi sportivi ed altri ancora e, spesso, il servizio bancomat. Il basso tasso di criminalità nel paese permette di tenere aperto 24 ore al giorno anche nelle zone periferiche delle città, mentre nelle zone rurali ve ne sono alcuni che chiudono di notte. Solo in quelli più grandi, a volte si trovano tavoli e sedie dove i clienti possono sedersi e consumare la merce acquistata.

### Messico

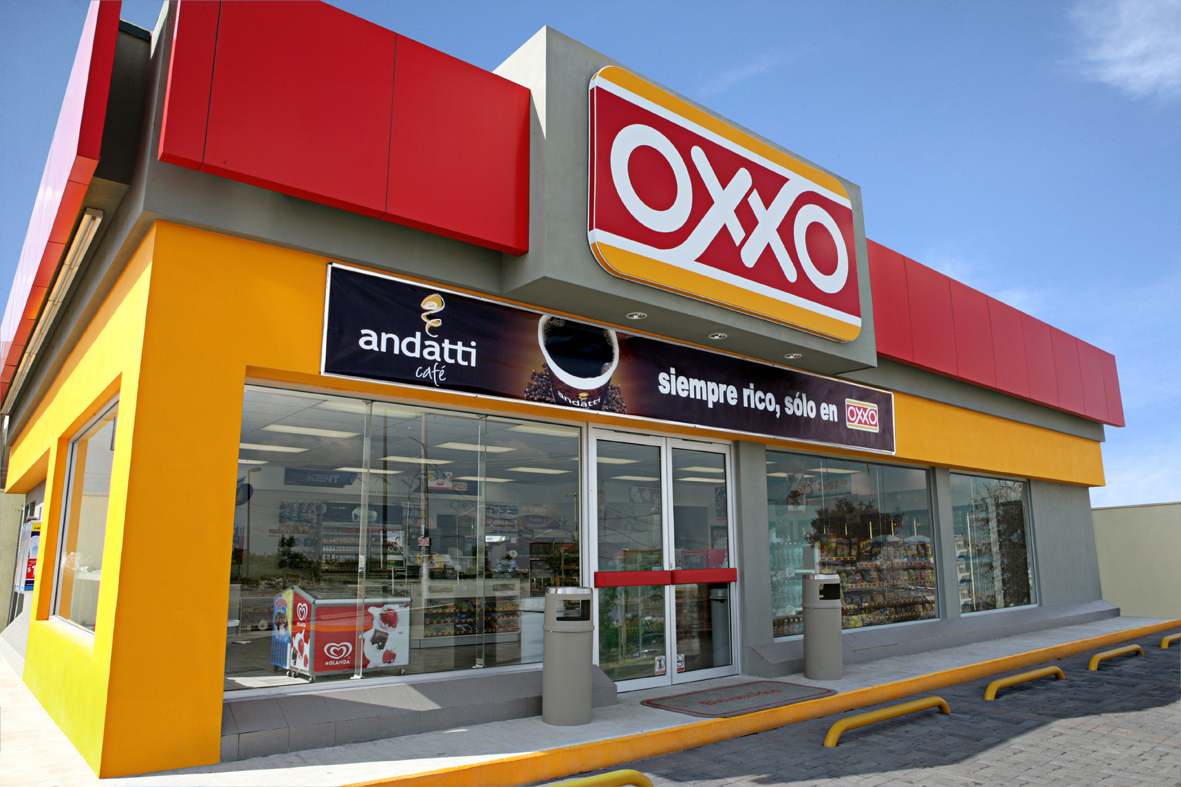
Uno store della OXXO

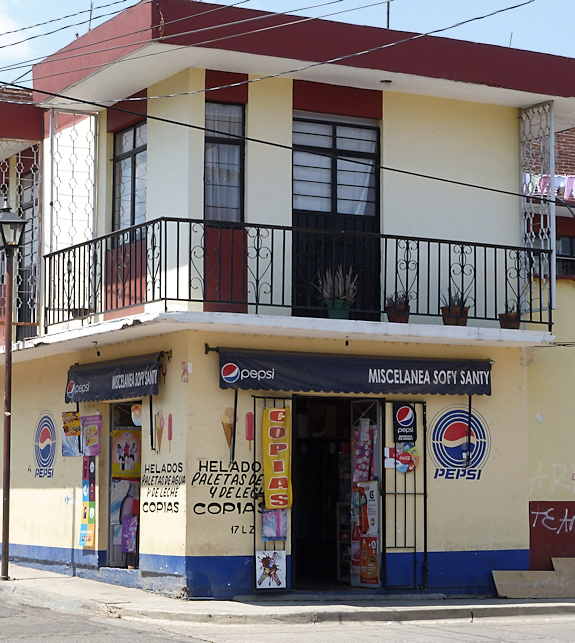
Un miscelánea a conduzione familiare

La catena degli OXXO, con i suoi oltre 10 000 punti vendita, è la più diffusa nel Paese, mentre altre importanti sono Tiendas Extra, 7-Eleven, SuperCity e AM-PM. Il primo ad aprire fu nel 1976 a Monterrey uno della catena Super 7, che nel 1995 sarebbe diventata 7-Eleven. Oltre a quelle su scala nazionale, sono presenti catene regionali come quelle degli Amigo Express, dei CB Mas, dei Super Q, degli El Matador e dei Coyote. Le catene dei Los Pits e degli Autotiendas Duxy si trovano esclusivamente lungo le strade statali.
Vi sono anche dei negozi analoghi, più piccoli meno riforniti ed a gestione familiare, chiamati misceláneas o tiendas de abarrotes, che operano nel Messico centro-meridionale soprattutto in zone rurali o nelle periferie cittadine. Rappresentano un punto di ritrovo per il vicinato e garantiscono un servizio simile a quello dei normali convenience store nelle aree dove questi non sono presenti. Tra i prodotti in vendita vi sono cibi fatti in casa dai proprietari ed altri che in negozi più grandi vengono venduti solo a confezioni, come per esempio una sola sigaretta.

### Filippine
Oltre ai tipici convenience store, sono presenti nelle Filippine i sari-sari (letteralmente: varietà), che hanno funzioni analoghe. Si differenziano per diverse caratteristiche. Nella maggior parte dei casi, il locale non è aperto al pubblico e si possono acquistarne i prodotti solo da una finestra protetta da sbarre posta all'esterno del fabbricato. Si possono trovare ovunque nel paese, anche nelle aree più remote. All'esterno vi sono spesso panchine dove gli avventori possono sedersi a consumare la merce acquistata.
I salari dei filippini sono mediamente modesti, ed il sari-sari vende quindi alcuni prodotti anche sfusi, si può ad esempio comprare una singola sigaretta di qualsiasi marca. Questa soluzione, oltre che permettere di acquistare anche a chi non ha abbastanza soldi, evita all'acquirente di distribuire gratuitamente ai vicini parte della merce comprata, pratica piuttosto diffusa tra le classi meno abbienti.

### Singapore
Le catene più diffuse a Singapore sono la 7-Eleven e la Cheers. Una delle ragioni del successo che hanno i convenience store nel paese è la vasta gamma di beni di importazione che mettono in vendita, al contrario dei negozi normali che hanno prevalentemente prodotti locali. Un'altra ragione è l'ampia diffusione nel territorio, che permette di non spostarsi troppo dalla propria abitazione risparmiando tempo e i soldi per i trasporti.
A Singapore di solito lavorano entrambi gli sposi, che sono spesso impegnati nei turni di notte. I convenience store tengono aperto 24 ore al giorno e consentono ai lavoratori troppo impegnati di procurarsi ciò di cui hanno bisogno con facilità. Il crescente numero di furti dei prodotti in vendita ha portato nel 1990 i gestori a tutelarsi con misure di sicurezza che hanno ridotto del 60% i furti.

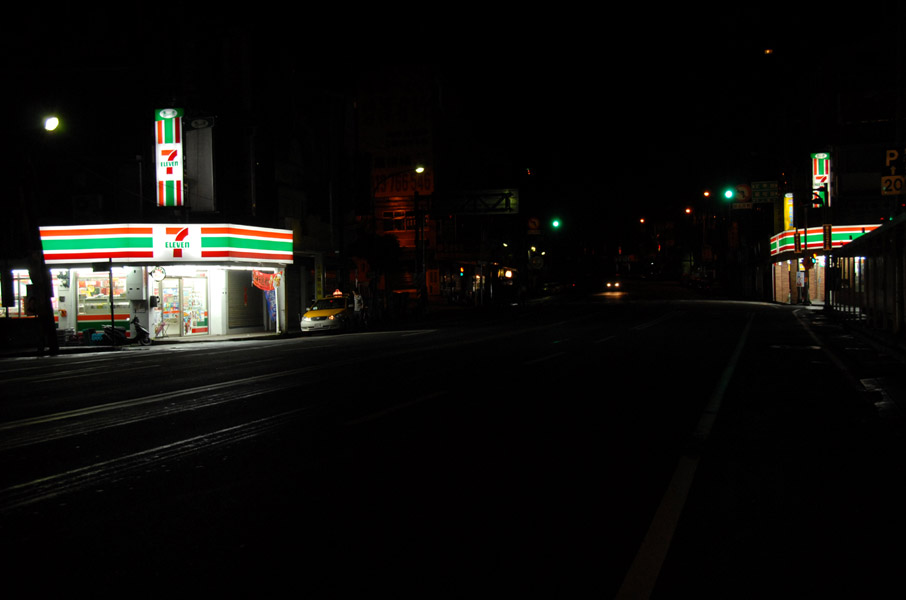
Due 7-Eleven sulla stessa strada a Taiwan

### Taiwan
Con più di 9.100 punti vendita distribuiti sul territorio nazionale di 35.980 km² ed una popolazione di 23 milioni, Taiwan ha forse la più alta media di convenience store per abitante. I più diffusi sono i 7-Eleven, che sono circa la metà del totale e spesso sono situati nello spazio di poche decine di metri uno dall'altro.
Nei convenience store di Taiwan si possono pagare i parcheggi, le contravvenzioni stradali e altre fatture rilasciate da enti pubblici e privati. Si calcola che circa l'80% degli abitanti delle città si rechi in un convenience store almeno una volta alla settimana.

### Stati Uniti
La prima catena di convenience store negli Stati Uniti e nel mondo fu aperta a Dallas nel 1927 dall'azienda Southland Ice, che in seguito sarebbe diventata la 7-Eleven, la più grande nel paese. La Lawson aprì il suo primo store nel 1939, inizialmente per vendere solo i prodotti del suo caseificio Da allora vi sono state diverse altre compagnie che hanno aperto la propria catena di convenience store, ed alcune di queste danno in franchising i propri punti vendita.
Il primo che tenne aperto 24 ore al giorno fu inaugurato a Las Vegas nel 1963, e verso la fine degli anni sessanta quelli aperti ininterrottamente si diffusero definitivamente nel paese. Sempre negli anni Sessanta si diffuse l'associazione tra convenience store e rifornimento di carburante, che nel 2011 contava su 47.195 punti vendita per un fatturato complessivo di 326 miliardi di dollari. Quasi tutti gli store forniscono il servizio bancomat, mentre solo una parte permette alcuni tipi di transazioni bancarie. Le diverse leggi fra gli Stati dell'Unione riguardo alla vendita di alcolici comporta approvvigionamenti diversi tra Stato e Stato.
I ripetuti casi di rapine a mano armata registrati nel paese a danno dei convenience store hanno costretto i gestori a prendere drastiche misure di sicurezza. Fra queste, l'apposizione di vetri blindati attorno alla cassa, che rimane isolata dal resto del locale, o la chiusura del locale stesso al pubblico, che può fare i suoi acquisti da una finestra posta all'esterno del fabbricato. La maggior parte dei locali è inoltre dotata di telecamere, che scoraggiano anche i piccoli furti di mercanzia. Un'altra misura di sicurezza sono le sbarre sulle finestre, che scoraggiano le effrazioni in quei negozi che chiudono durante la notte.

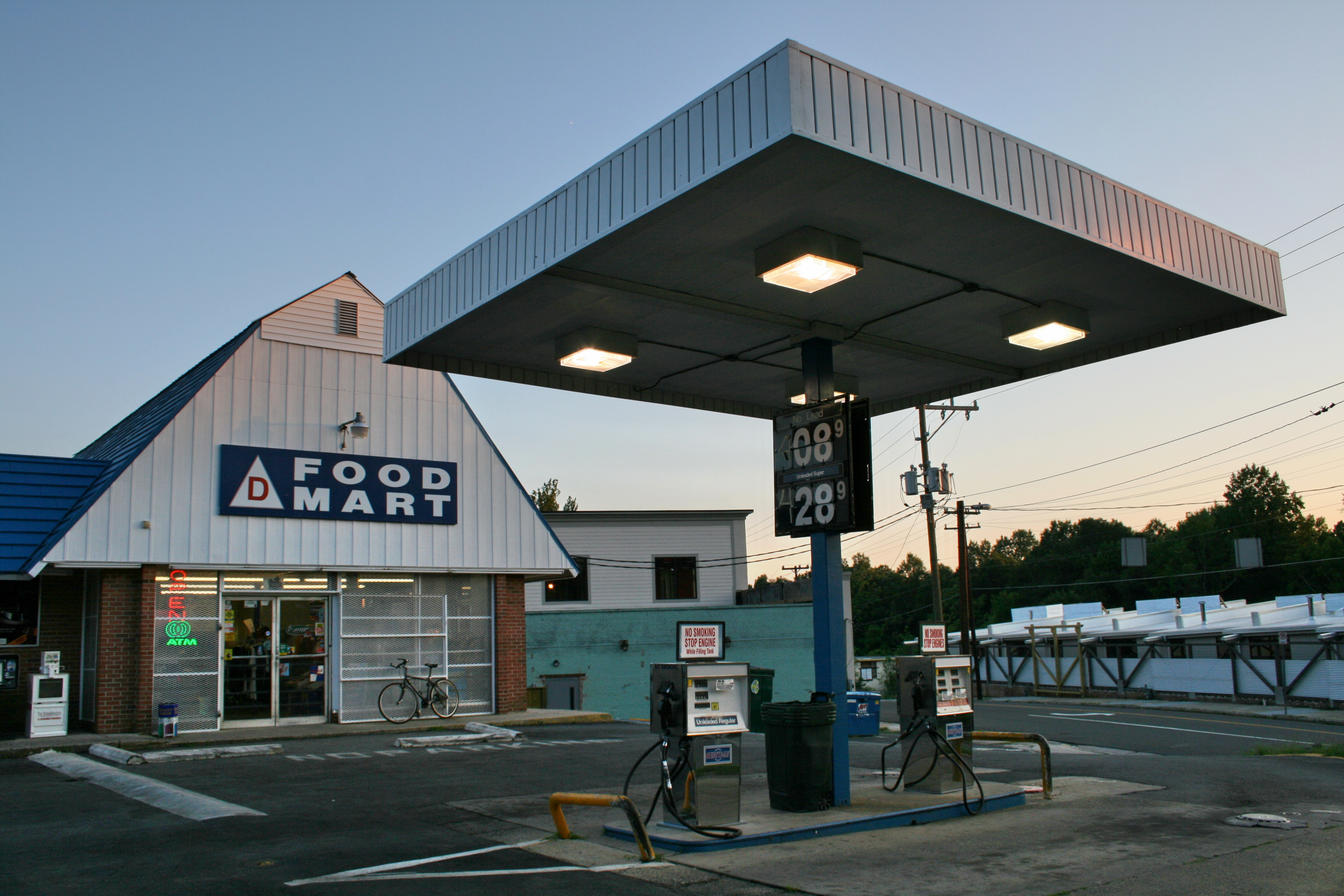
Area di servizio con annesso un convenience store nella Città di Durham (Carolina del Nord)

### Altri paesi
In molti paesi, come in Italia, questa tipologia di vendita è stata introdotta principalmente in esercizi che vengono chiamati convenience store, ma che a differenza di quelli tipici non sono nati con il concetto di vender beni al vicinato urbano o rurale. Il principale beneficiario di queste strutture è il viaggiatore, tanto che sono più propriamente definiti transit store. Ne fanno parte i negozi dell'Autogrill o equivalenti che si trovano in un'area di servizio autostradale e non, e alcuni negozi che si trovano all'interno di stazioni. Le normative di molti di questi paesi vietano che i negozi restino aperti di notte. Per la tipologia dei prodotti offerti, si possono definire convenience store anche i minimarket dei campeggi, riservati soprattutto ai clienti in villeggiatura.